# Cayo Ummidio Cuadrato
Cayo o Gayo Ummidio Cuadrato Sertorio Severo (en latín: Gaius Ummidius Quadratus Sertorius Severus) fue un senador romano que vivió a finales del siglo I y principios del siglo II y desarrolló su cursus honorum bajo los emperadores Nerva, Trajano, y Adriano. 

## Orígenes familiares
Los Ummidii eran una familia italiana que ganó prominencia a finales de la época republicana. Como escribe Ronald Syme, "El nomen es raro y distintivo, Casinum, su patria". Syme infiere por los dos últimos elementos de su nombre que el padre de Cuadrato o el hermano de su madre era un tal Sertorio Severo, y lo identifica con un corresponsal de Plinio el Joven. Por otra parte, en el mismo artículo considera "más probable" que el padre de Cuadrato fuera el hijo de Ummidia Cuadratila, la hija de Gayo Ummidio Durmio Cuadrato, gobernador de Siria desde c. 50 al año 60; en cualquier caso, Cuadrato era nieto de Ummidia Cuadratila. Anthony Birley identifica a la madre de Cuadrato con una tía de Marco Aurelio, "una cuarta hija del viejo Annio Vero y Rupilia Faustina".

## Vida y carrera
Plinio el Joven ofrece la primera mención de Cuadrato. En una carta a su amigo Gémino fechada en el año 107, Plinio escribe sobre la muerte de la abuela de Cuadrato poco antes de cumplir los ochenta años. Había legado dos tercios de su patrimonio a su nieto y un tercio a su nieta, presumiblemente la hermana de Cuadrato. Aunque Plinio admite que no conoce a la nieta, Cuadrato le es bien conocido y lo describe en términos muy positivos. Los detalles sobre Cuadrato incluyen su juramento como abogado, que se había casado antes de los 24 años, por lo que probablemente antes de ser nombrado cuestor, lo que comúnmente sucedía a los 25 años, y que su herencia incluía la casa del filósofo Gayo Casio.
Conocemos pocos detalles sobre Cuadrato hasta que accedió al cargo de cónsul sufecto en el nundinium de septiembre-octubre de 118, con el emperador Adriano como colega, lo que indica que era miembro de su círculo íntimo. Una vez que terminado su consulado, Cuadrato fue nombrado gobernador de Moesia Inferior, entre 118 y 122. Por último, fue gobernador proconsular de África. Varias inscripciones de esa provincia atestiguan que Cuadrato ayudó a varias personas a convertirse en ciudadanos romanos.
La Historia Augusta menciona a Cuadrato en una lista de tres hombres, junto con Lucio Catilio Severo y Quinto Marcio Turbón, a quienes el emperador Adriano trató con dureza. Syme admite que no está claro qué hicieron estos hombres, o se cree que hicieron, para provocar el disgusto de Adriano.

## Familia
No existe una referencia directa para saber el nombre de la esposa de Cuadrato, aunque Ronald Syme sugiere sobre la evidencia onomástica, que podría haber sido nombrada Annia, una hija de Marco Annio Vero. Se sabe que tuvo al menos un hijo, Gayo Ummidio Cuadrato Anniano Vero, cónsul sufecto en el año 146, Syme proporciona la información de que casó a su hijo con Annia Cornificia Faustina, hermana del emperador Marco Aurelio. Los dos tuvieron a Marco Ummidio Cuadrato, cónsul ordinario en 167.